# Superettan 2018
La Superettan 2018 è stata la 19ª edizione del secondo livello del campionato di calcio svedese nel suo formato attuale. La stagione è iniziata il 31 marzo e si è conclusa il 10 novembre 2018, prima della coda degli spareggi promozione e retrocessione. A fine stagione l'Helsingborg, il Falkenberg e l'AFC Eskilstuna (quest'ultimo dopo aver vinto lo spareggio) sono stati promossi in Allsvenskan, mentre il Gefle, il Landskrona BoIS e l'IFK Värnamo (quest'ultimo dopo aver perso lo spareggio) sono stati retrocessi in Division 1.

## Formula
Le 16 squadre partecipanti si affrontano in un girone di andata e ritorno, per un totale di 30 giornate.

Le prime due classificate del campionato sono promosse in Allsvenskan.

La terza classificata gioca uno spareggio promozione/retrocessione contro la terzultima classificata dell'Allsvenskan.

La terzultima e la quartultima classificata giocano uno spareggio promozione/retrocessione contro le seconde classificate dei due gironi di Division 1.

Le ultime due classificate sono retrocesse direttamente in Division 1.

## Squadre partecipanti
| Club             | Città       | Stadio                  | Stagione 2017                |
| ---------------- | ----------- | ----------------------- | ---------------------------- |
| AFC Eskilstuna   | Eskilstuna  | Tunavallen              | 16º posto in Allsvenskan     |
| Brage            | Borlänge    | Domnarvsvallen          | 1º posto in Division 1 Norra |
| Degerfors        | Degerfors   | Stora Valla             | 8º posto in Superettan       |
| Falkenberg       | Falkenberg  | Falcon Alkoholfri Arena | 4º posto in Superettan       |
| Frej             | Täby        | Vikingavallen           | 14º posto in Superettan      |
| GAIS             | Göteborg    | Gamla Ullevi            | 9º posto in Superettan       |
| Gefle            | Gävle       | Gavlevallen             | 12º posto in Superettan      |
| Halmstad         | Halmstad    | Örjans Vall             | 15º posto in Allsvenskan     |
| Helsingborg      | Helsingborg | Olympia                 | 7º posto in Superettan       |
| IFK Värnamo      | Värnamo     | Finnvedsvallen          | 6º posto in Superettan       |
| Jönköpings Södra | Jönköping   | Stadsparksvallen        | 14º posto in Allsvenskan     |
| Landskrona BoIS  | Landskrona  | Landskrona IP           | 1º posto in Division 1 Södra |
| Norrby           | Borås       | Borås Arena             | 10º posto in Superettan      |
| Varberg          | Varberg     | Påskbergsvallen         | 11º posto in Superettan      |
| Örgryte          | Göteborg    | Gamla Ullevi            | 13º posto in Superettan      |
| Öster            | Växjö       | Myresjöhus Arena        | 5º posto in Superettan       |

## Classifica finale
|  | Pos. | Squadra          | Pt | G  | V  | N  | P  | GF | GS | DR  |
|  | ---- | ---------------- | -- | -- | -- | -- | -- | -- | -- | --- |
|  | 1.   | Helsingborg      | 63 | 30 | 18 | 9  | 3  | 59 | 30 | +29 |
|  | 2.   | Falkenberg       | 59 | 30 | 18 | 5  | 7  | 61 | 34 | +27 |
|  | 3.   | AFC Eskilstuna   | 54 | 30 | 13 | 15 | 2  | 40 | 16 | +24 |
|  | 4.   | Örgryte          | 52 | 30 | 15 | 7  | 8  | 56 | 37 | +19 |
|  | 5.   | Halmstad         | 51 | 30 | 15 | 6  | 9  | 49 | 38 | +11 |
|  | 6.   | Brage            | 45 | 30 | 12 | 9  | 9  | 46 | 45 | +1  |
|  | 7.   | Degerfors        | 42 | 30 | 11 | 9  | 10 | 45 | 46 | -1  |
|  | 8.   | Öster            | 41 | 30 | 11 | 8  | 11 | 48 | 43 | +5  |
|  | 9.   | Frej             | 37 | 30 | 10 | 7  | 13 | 46 | 56 | -10 |
|  | 10.  | GAIS             | 35 | 30 | 8  | 11 | 11 | 40 | 41 | -1  |
|  | 11.  | Jönköpings Södra | 35 | 30 | 9  | 8  | 13 | 31 | 38 | -7  |
|  | 12.  | Norrby           | 34 | 30 | 9  | 7  | 14 | 31 | 50 | -19 |
|  | 13.  | IFK Värnamo      | 32 | 30 | 9  | 5  | 16 | 31 | 48 | -17 |
|  | 14.  | Varberg          | 29 | 30 | 7  | 8  | 15 | 43 | 54 | -11 |
|  | 15.  | Gefle            | 25 | 30 | 6  | 7  | 17 | 31 | 60 | -29 |
|  | 16.  | Landskrona BoIS  | 22 | 30 | 5  | 7  | 18 | 35 | 56 | -21 |

Legenda:
      Promosse in Allsvenskan
 Ammesse agli spareggi
      Retrocesse in Division 1
Note:
Tre punti a vittoria, uno a pareggio, zero a sconfitta.

## Spareggi

### Spareggi per la Superettan 2019
|                 | Risultati |                 | Luogo e data                 |
| --------------- | --------- | --------------- | ---------------------------- |
| Syrianska       | 1 - 0     | IFK Värnamo     | Södertälje, 14 novembre 2018 |
| IFK Värnamo     | 2 - 2     | Syrianska       | Värnamo, 18 novembre 2018    |
|                 |           |                 |                              |
| Oskarshamns AIK | 4 - 2     | Varberg         | Oskarshamn, 14 novembre 2018 |
| Varberg         | 2 - 0     | Oskarshamns AIK | Varberg, 18 novembre 2018    |
|                 |           |                 |                              |

## Statistiche

### Individuali

#### Classifica marcatori[1]
| Gol | Rigori |  | Giocatore             | Squadra         |
| --- | ------ |  | --------------------- | --------------- |
| 16  | 1      |  | Andri Rúnar Bjarnason | Helsingborg     |
| 14  | 1      |  | Chisom Egbuchulam     | Falkenberg      |
| 14  | 2      |  | Erik Björndahl        | Degerfors       |
| 13  |        |  | Kōsuke Kinoshita      | Halmstad        |
| 13  | 6      |  | Diego Montiel         | Örgryte         |
| 12  |        |  | Dragan Kapčević       | Öster           |
| 12  |        |  | Samuel Nnamani        | AFC Eskilstuna  |
| 12  | 4      |  | Joakim Runnemo        | Frej            |
| 12  | 5      |  | Pär Cederqvist        | IFK Värnamo     |
| 11  |        |  | Gustav Ludwigson      | Örgryte         |
| 11  | 1      |  | Erik Pärsson          | Falkenberg      |
| 11  | 1      |  | Sadat Karim           | Landskrona BoIS |
| 11  | 3      |  | Sargon Abraham        | Degerfors       |
| 11  | 3      |  | Edin Hamidovic        | GAIS            |
| 10  |        |  | Nsima Peter           | Frej            |
| 10  | 3      |  | Nahom Girmai          | Varberg         |